# Bastie Samir
Bastie Samir (19 mei 1986) is een Ghanees bokser die uitkwam op de Olympische Zomerspelen 2008, in de klasse Light Heavy (tot 81 kilogram). Hij is 1.41 m lang en weegt 81 kg.
Samir werd Afrikaans kampioen Welterweight (tot 67 kilogram) in 2007. Hij wordt getraind door Ofore Asare.

## Familie
Samirs oudere broer Issah maakt ook deel uit van de Olympische boksploeg van Ghana. Hij komt uit in de Bantam-klasse (tot 54 kilogram).

## Olympische Spelen 2008
Samir was met zijn 1.41m de kleinste sporter op de Olympische Spelen 2008.
Hij won op zaterdag 9 augustus zijn eerste partij van de Nigeriaan Dauda Izobo. De scheidsrechter staakte de strijd in de derde ronde om Izobo in bescherming te nemen (een 'technische knock out'). In de achtste finale werd Bastie uitgeschakeld door de Braziliaan Silva Washington, 9-7 op punten.